# Голкохвіст філіпінський
Голкохві́ст філіпінський (Mearnsia picina) — вид серпокрильцеподібних птахів родини серпокрильцевих (Apodidae). Ендемік Філіппін.

## Опис
Довжина птаха становить 14 см. Голова відносно велика, крила дуже довгі, хвіст відносно короткий, на кінці дещо округлий, стрижні стернових пер виступають на 1,2 мм за кінець пера. Забарвлення переважно чорне, за винятком білої плями на горлі і білих плям на нижній стороні крил.

## Поширення і екологія
Філіпінські голкохвости мешкають в центральній і південній частині Філіппінського архіпелагу, на островах Себу, Лейте, Мінданао, Негрос, Біліран і Самар. Вони живуть у вологих рівнинних тропічних лісах, часто поблизу струмків, на висоті до 1000 м над рівнем моря. Живляться комахами, яких ловлять в польоті. Гніздяться в дуплах дерев.

## Збереження
МСОП класифікує стан збереження цього виду як близький до загрозливого. Філіпінські голкохвости є відносно рідкісними птахами, яким загрожує знищення природного середовища.